# Dorfhonschaft (Wermelskirchen)
Die Wermelskirchener Dorfhonschaft war im Mittelalter und der Neuzeit eine Honschaft im Kirchspiel Wermelskirchen im bergischen Amt Bornefeld (ab 1555 Amt Bornefeld-Hückeswagen). Sie war eine von drei Honschaften des Kirchspiels und lag im Gerichtsbezirk Bornefeld-Hückeswagen. Ihren Namen trug sie, weil das zentrale Dorf Wermelskirchen des Kirchspiels in ihrem Gebietsbereich lag.
Die Honschaft überstand die kommunale Neuordnung im Großherzogtum Berg unter französischer Verwaltung ab 1806. Nach Abzug der Franzosen aus dem Rheinbundstaaten 1813 nach der Niederlage in der Völkerschlacht von Leipzig wurde unter Preußen die Honschaft 1815 der Bürgermeisterei Wermelskirchen im Kreis Lennep zugeordnet.
Zu der Honschaft gehörten 1832 laut der Statistik und Topographie des Regierungsbezirks Düsseldorf die Wohnplätze und Hofschaften (originale Schreibweise) Osterkusen, Bollinghausen, Hunger, Heidt, Oberwinkelhausen, Buschhausen, Stolzenberg, Unterwinkelhausen, Horath, Neuenhof, Untersellscheid, Obersellscheid, Feld, Dorn, Pohlhausermark, Röttgen, Oberpohlhausen, Unterpohlhausen, Aecker, Zurmühle,  Heintgesmühle, Preyersmühle, Wolfhagerhammer, Oberkenkhausen, Zenshäuschen, Wustbach, Wirtzmühle, Pferdsfeld, Hopfenkamp, Wermelskirchen, Schwanen, Linde, Oberweg, Führershäuschen, Neuenfeld und Voßhäuschen.
Laut der Statistik besaß die Honschaft 1815/16 eine Einwohnerzahl von 2.289. 1832 betrug die Einwohnerschaft 2.862, die sich in 338 katholische und 2.544 evangelische Gemeindemitglieder aufteilten. Die Wohnplätze der Honschaft umfassten zusammen zwei Kirchen, vier öffentliche Gebäude (Schulen), 373 Wohnhäuser, fünf Mühlen bzw. Fabriken und 278 landwirtschaftliche Gebäude. Mit der Gemeinde-Ordnung für die Rheinprovinz wurde 1845 die Honschaft in eine Gemeinde umgewandelt.
1873 wurde die Honschaft zusammen mit der Wermelskirchener Oberhonschaft und der Wermelskirchener Niederhonschaft zur Stadt Wermelskirchen zusammengeschlossen, die ihrerseits Teil der Bürgermeisterei Wermelskirchen wurde.